# Bairro Histórico da Cidade de Colônia do Sacramento
O Bairro Histórico da Cidade de Colônia do Sacramento localiza-se na margem norte do Rio da Prata, Departamento de Colonia, no Uruguai. Foi declarado Patrimônio Mundial da Unesco em 1995. A bem preservada paisagem da cidade ilustra a fusão dos estilos espanhol, português e pós-colonial.

## História

### Antecedentes
Alguns anos após o Descobrimento do Brasil, uma expedição comandada por Martim Afonso de Sousa chegou com suas caravelas até ao Estuário do Rio da Prata, com a missão de colocar marcos de posse portuguesa na margem esquerda da foz daquele rio, tendo, entretanto, sido incapaz de completá-la em razão do naufrágio de sua embarcação. http://www.viajaracolonia.com.ar

### A Colônia do Santíssimo Sacramento

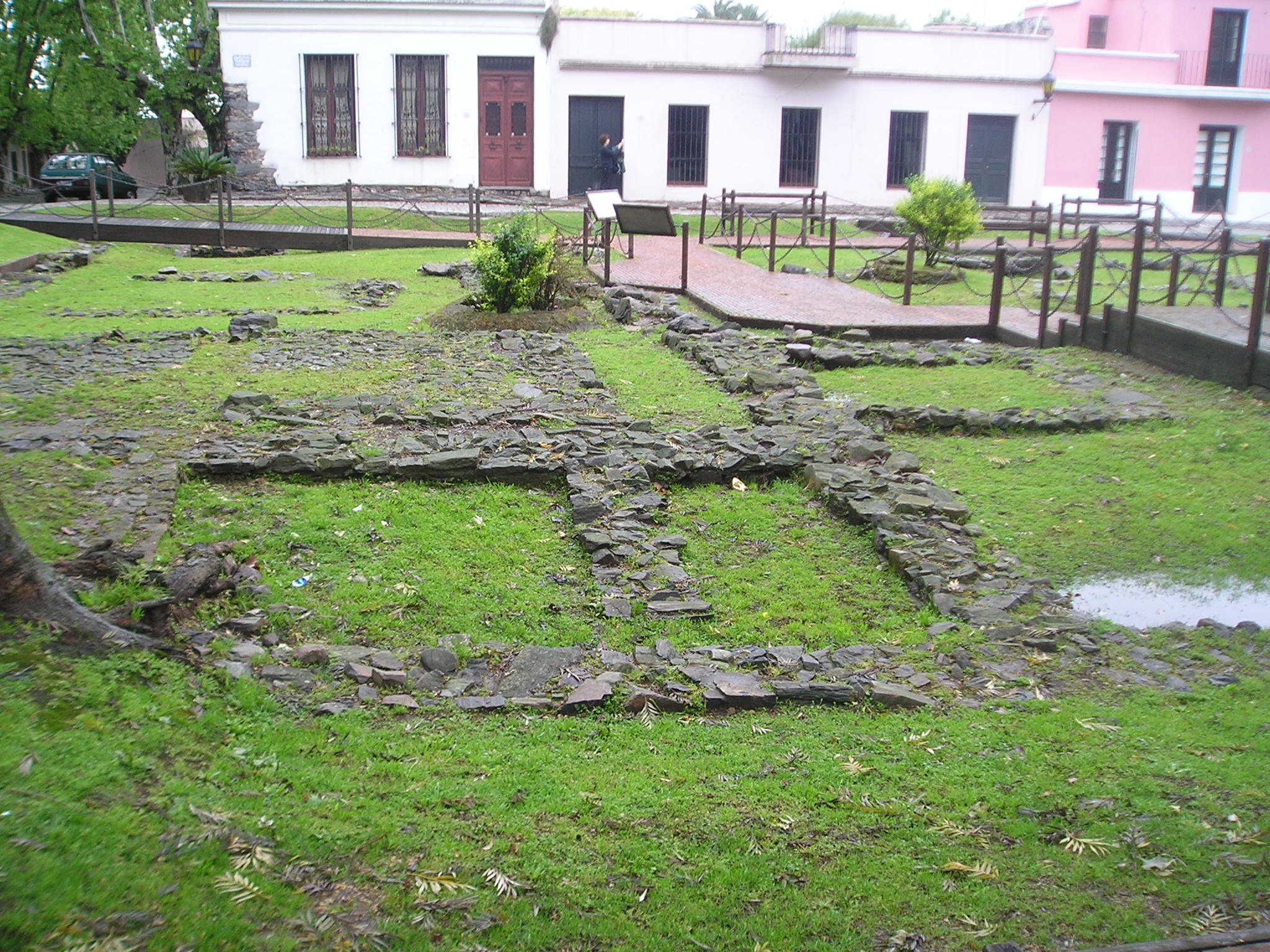
Ruínas da Casa do Governador.

A Coroa Portuguesa expressou novamente os seus interesses em estender as fronteiras meridionais de sua colônia americana até ao rio da Prata quando determinou ao governador e capitão-mor da capitania do Rio de Janeiro, D. Manuel Lobo (1678-1679), que fundasse uma fortificação na margem esquerda daquele rio. Desse modo, com o apoio dos comerciantes do Rio de Janeiro, desejosos de consolidar os seus já expressivos negócios com a América Espanhola, em fins de 1679 a expedição de D. Manuel Lobo partia de Santos, alcançando a bacia do Prata em Janeiro do ano seguinte. A 22 desse mesmo mês, as forças portuguesas iniciaram o estabelecimento da Colônia do Santíssimo Sacramento, fronteiro a Buenos Aires, na margem oposta. O núcleo desse estabelecimento foi uma fortificação simples, iniciada com planta no formato de um polígono quadrangular.
A resposta das autoridades espanholas foi imediata: em poucos meses o governador de Buenos Aires, José de Garro, reagiu, e o núcleo português foi conquistado por tropas espanholas e indígenas, na noite de 7 para 8 de Agosto desse mesmo ano, episódio conhecido como Noite Trágica.
Através de negociações diplomáticas, a posse da Colônia foi devolvida a Portugal pelo Tratado Provisional de Lisboa (7 de maio de 1681), pelo qual a Coroa Portuguesa se comprometia a efetuar apenas reparos nas fortificações feitas de terra e se erguessem abrigos para o pessoal. Ficavam impedidas a construção de novas fortalezas e de edifícios de pedra ou taipa, que caracterizariam uma ocupação permanente.

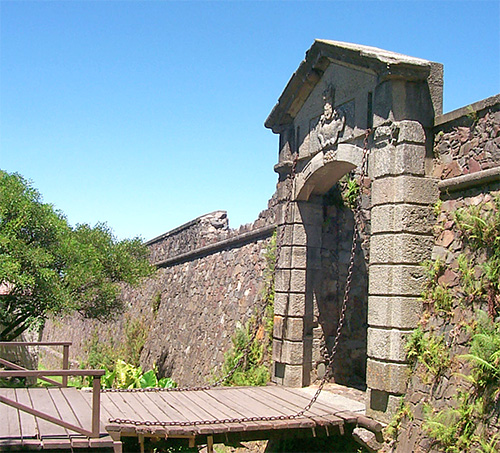
Antigo portão e muralha da Colónia do Sacramento.

A 23 de janeiro de 1683 uma nova esquadra portuguesa tomou posse da Fortaleza de São Gabriel, tendo os portugueses se mantido na Nova Colônia do Sacramento até 1705, quando a Espanha os dominou até 1715. Além da finalidade bélica, o estabelecimento da Colônia atendia aos interesses do setor mercantil da burguesia portuguesa, interessada em recuperar o acesso ao contrabando no rio da Prata: o intercâmbio com Buenos Aires, acobertado legalmente pelo privilégio do asiento. A supressão do monopólio português de fornecimento de escravos africanos em 1640, cortara a possibilidade de envio, para a América Espanhola, de produtos brasileiros como o açúcar, o tabaco, o algodão, além de manufaturas européias, em troca da prata peruana. Adicionalmente, havia interesse em diminuir a concorrência platina aos couros brasileiros no Rio de Janeiro, além de estabelecer um marco fronteiriço que servisse de meta para alcançar por terra o rio da Prata.
Nesse contexto, era importante encontrar uma solução para a crise econômica portuguesa da segunda metade do século XVII (ante ao declínio do preço do açúcar no mercado, a pressão dos interesses comerciais da burguesia inglesa para garantir acesso ao mercado de produtos ingleses e a perda das colônias do Oriente), pelo acesso às regiões mineiras hispano-americanas por Buenos Aires - pretensão impedida pelo monopólio espanhol.
Dessa forma, a Colônia transformou-se em um dinâmico centro de contrabando anglo-português. A fundação da Colônia e a abertura de mercado consumidor de gado, couro e carne salgada nas Minas Gerais, e gado muar posteriormente, determinaria o desenvolvimento da pecuária na Capitania do Rio Grande de São Pedro.

### A Nova Colônia do Santíssimo Sacramento

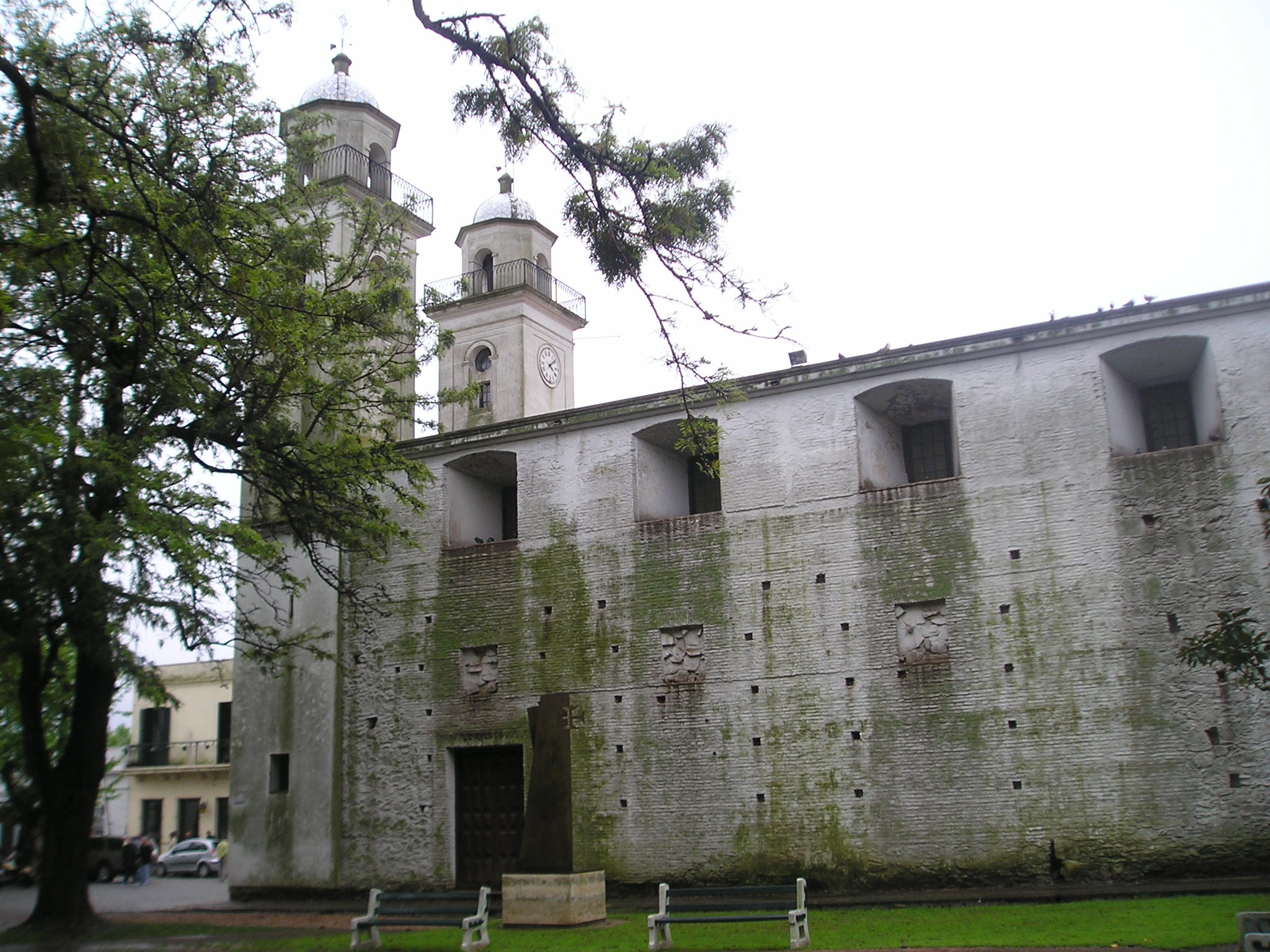
Basílica do Santíssimo Sacramento.

No contexto da Guerra de Sucessão da Espanha (1701-1713), a Grande Aliança (Grã-Bretanha, Países Baixos, Áustria, Prússia, etc.) opõem-se à Espanha e à França, na Europa. Portugal aderiu à Grande Aliança em 1703. A fortificação na Nova Colônia do Santíssimo Sacramento foi reconstruída a partir de 1704 com planta abaluartada. Atacada nesse mesmo ano pelos espanhóis de Buenos Aires, foi conquistada no ano seguinte por forças sob o comando de Afonso Valdez. Ocupada, só foi devolvida aos portugueses pelo segundo Tratado de Utrecht (6 de fevereiro de 1715), embora dentro da chamada política do tiro de canhão, que significava que o território da Colônia não deveria passar do alcance de um tiro de canhão disparado dos muros da fortaleza.
Registrou-se, a partir dessa época, a preocupação portuguesa com integração deste posto avançado à região sul do Brasil (Capitanias de Santa Catarina e de São Paulo). A reação espanhola manifestou-se pelo apoio aos estabelecimentos jesuítas na região dos Sete Povos das Missões, pela destruição de Montevidéu (estabelecida por forças portuguesas desde 1723), com nova fundação, por espanhóis, em 1726, e o povoamento do interior do Uruguai, para isolar a Colônia do Santíssimo Sacramento do sul do Brasil.
Em 1735 um incidente diplomático em Madrid serviu como pretexto para um novo ataque à Colônia (3 de outubro), que permaneceu cercada por forças espanholas sob o comando de D. Miguel de Salcedo até 1737. Assinado o armistício (2 de setembro), a Coroa Portuguesa enviou uma expedição sob o comando do Brigadeiro José da Silva Pais, que visando fortalecer a sua presença no extremo sul do Brasil, fundou a colônia do Rio Grande de São Pedro, hoje cidade de Rio Grande, na barra da Lagoa dos Patos, e tentou, sem sucesso, conquistar Montevidéu.

### Do Tratado de Madrid ao Tratado de Badajoz

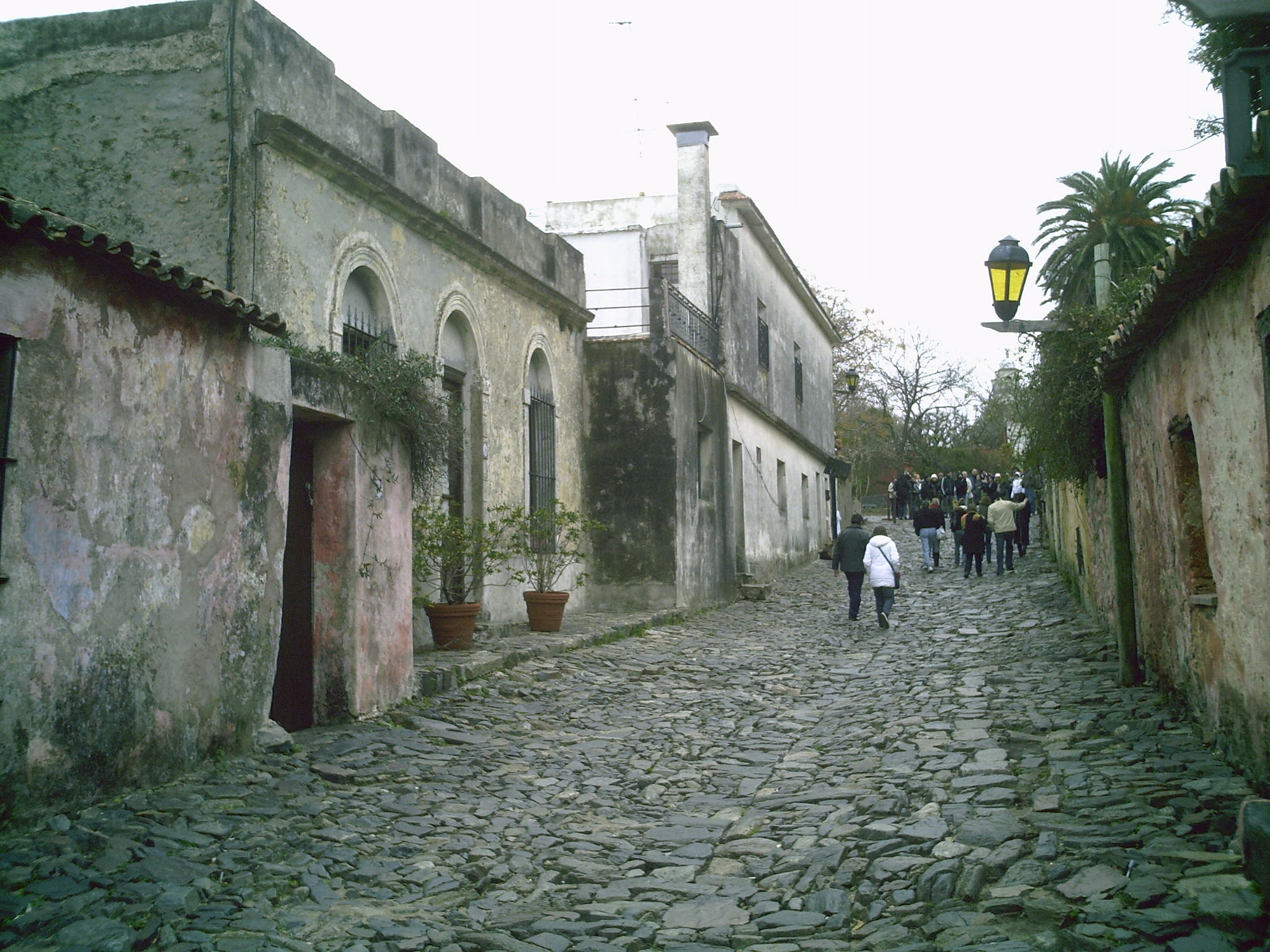
Calle de los Suspiros.

O Tratado de Madrid, celebrado a 13 de Janeiro de 1750, dispunha que Portugal entregaria a Colônia do Sacramento à Espanha, em troca do recebimento do território dos Sete Povos das Missões. Devido às dificuldades das demarcações e à resistência suscitada pela Guerra Guaranítica (1753-1756), as disposições do Tratado foram anuladas por um novo diploma, o Tratado de El Pardo, celebrado a 12 de Fevereiro de 1761. Nesta época o núcleo urbano da praça estava defendido por uma muralha de traçado poligonal irregular, abaluartada, constituída pelos:
- Baluarte do Carmo
- Baluarte de São João
- Baluarte da Bandeira
- Baluarte de São Miguel

cobrindo o lado de terra, onde se rasgava o portão de armas da praça. A coberto desta linha defensiva, erguiam-se os Quartéis, as Casas de Pólvora e os Corpos da Guarda. Pelo lado do rio, uma linha de canhoneiras (São Pedro de Alcântara e sua bateria) e a Bateria de Santa Luzia (Plano da praça e território da Colônia do Santíssimo Sacramento situada na margem setentrional do Rio da Prata na latitude de 34 gr. 28 min. 18 seg., 1762. Mapoteca do Itamaraty, Rio de Janeiro).
O contexto da celebração do Pacto de Família (1761) unindo os Bourbon da França, da Espanha, de Nápoles e de Parma acirrou a tensão entre Portugal e a Espanha. No contexto da Guerra anglo-francesa dos Sete Anos (1756-1763), permanecendo a Colônia do Sacramento em mãos de Portugal, esta foi novamente invadida por tropas espanholas sob o comando de D. Pedro de Cevallos (30 de Outubro de 1762), para ser devolvida em virtude do Tratado de Paris (1763).
Em 1777, nova invasão espanhola por D. Pedro de Cevallos (30 de Maio), arrasou as fortificações da Colônia do Sacramento com a obstrução do seu porto (2 de Junho), vindo a atingir a ilha de Santa Catarina (3 de Junho). Ao mesmo tempo, na Europa, o Tratado de Santo Ildefonso (1777) restabeleceu as linhas gerais do Tratado de Madrid: a Colônia do Sacramento, o território das Missões e parte do atual Rio Grande do Sul eram cedidos à Espanha, que devolvia a ilha de Santa Catarina a Portugal.
Finalmente, o Tratado de Badajoz (1801), assinado entre Portugal e Espanha no contexto das Guerras Napoleônicas acordou a paz entre os dois paises na Europa, mas não ratificou o Tratado de Santo Ildefonso. Portugal permaneceu em poder dos territórios conquistados na América do Sul (as Missões e parte do atual Rio Grande do Sul, por voluntários, em 1801), fixando a fronteira sul na linha Quaraí-Jaguarão-Chuí.

### Da incorporação da Cisplatina à Independência do Uruguai

Bandeira da Província da Cisplatina.

A Colônia do Sacramento voltou à posse de Portugal a partir de 1817, quando D. João VI incorporou toda a região do atual Uruguai aos domínios do Brasil.
Com a Independência destes, em 1822, a Colônia integrou os domínios do Império do Brasil até à Independência da República Oriental do Uruguai, em 1828.
O seu último comandante foi o brigadeiro Manuel Jorge Rodrigues, que só abandonou a praça no momento do estabelecimento da Convenção Preliminar de Paz entre o Império do Brasil e as Províncias Unidas do Rio da Prata (27 de Agosto de 1828), ratificado pelo Brasil em 30 de Agosto e pela Argentina a 29 de Setembro, e que chegou a Montevidéu em 4 de Outubro de 1828. Por este diploma, o Uruguai se tornava independente.